# おはよう日本 (般若のアルバム)
おはよう日本（おはようにほん）は、般若のメジャー1枚目のアルバムで、2004年2月18日にポニーキャニオンから発売された。

## 収録曲
1. 般若今日
2. 絶
3. 圏GUY
4. 本番前(Skit)
5. おはよう日本
6. タイムトライアル
7. Dead Man Walking
8. ちょっとまって
9. ソレならイイ
10. カメラ
11. Skit
12. 羅生門
13. 神輿 -Original-